# Pierre Costar
« Costar » redirige ici. Pour l’article homophone, voir Costard.
Pierre Costar, né à Paris en 1603 et mort au Mans le 13 mai 1660, est un homme de lettres français.

## Biographie
Fils d’un chapelier de Paris, Costar prit les ordres mais fit surtout profession de bel esprit car il vécut dans le monde et même d’une manière assez dissipée. Fréquentant l’hôtel de Rambouillet, il s’y lia avec Ménage, Balzac, et surtout, Voiture, dont il se fit le courtisan et le sectateur. Il prit sa défense contre les attaques de Girac, soutenues par Guez de Balzac au sujet de l’édition posthume de ses œuvres par son neveu, Pinchesne, qui en conçut une estime infinie pour lui. Cet écrit eut un grand succès et lui valut de Mazarin 500 écus de pension, mais de grossières personnalités envenimèrent cette querelle, et Costar, dont la vie mondaine donnait trop de prise aux attaques, dut obtenir du lieutenant civil qu’il défende aux deux parties de continuer d’écrire l’une contre l’autre. Lié, à la suite de cette affaire, à Pinchesne, du Mans, où il vivait des revenus d’un bénéfice, il lui envoya des chapons et des gélinottes pour lesquels Pinchesne, qui les mangeait en docte compagnie, lui envoya,  de 1655 à 1658, pour le remercier, des lettres en prose entremêlées de poèmes variés : épîtres, rondeaux, madrigaux, sonnets, etc. publiés par Frédéric Lachèvre en 1907.
Costar avait de l’érudition, connaissait bien les lettres grecques, latines, italiennes et espagnoles, et écrivait correctement et avec élégance, mais esprit étroit, puriste excessif, il était roide, sec et guindé, ce qui a fait dire à Mme de la Suze qu’il était « le pédant le plus galant et le galant le plus pédant de son temps ».

## Œuvres
- Défense des ouvrages de Monsieur de Voiture. À Monsieur de Balzac, conseiller du Roy en ses conseils, in-4°, Paris, Augustin Courbé, 1653. Accessible en ligne. Seconde édition, revue, corrigée et augmentée de la Dissertation latine de Monsieur de Girac, Paris, Augustin Courbé, 1654 lire en ligne sur Gallica
- Suite de la Défense des œuvres de Mr. de Voiture. À Monsieur Ménage, in-4°, Paris, Augustin Courbé, 1655 lire en ligne sur Gallica
- Les Entretiens de Monsieur de Voiture et Monsieur Costar, Paris, Augustin Courbé, 1654, in-4°, accessible en ligne. Seconde édition, 1655, accessible en ligne. Édition critique par Cécile Tardy, Paris, Classiques Garnier, 2013.
- Apologie de Mr Costar à Monsieur Ménage, in-4°, Paris, Augustin Courbé, 1657. Accessible en ligne.
- Lettres de Monsieur Costar, in-4°, Paris, Augustin Courbé, 1658 et 1659, 2 vol. in-4°. I, accessible en ligne, Seconde partie, accessible en ligne.
- Recueil des plus beaux endroits de Martial par feu Mr Costar, avec un Traité de la beauté des ouvrages d'esprit, et particulièrement de l’épigramme, traduit du latin, Toulouse et Paris, 1689, 2 vol. in-12. I, accessible en ligne. II, accessible en ligne.
- « Mémoire des gens de lettres célèbres de France », suivi de « Mémoire des gens de lettres célèbres des pays étrangers », dans Mémoires de littérature et d'histoire, par le P. Desmolets (Pierre-Nicolas Desmolets), tome second, partie première, Paris, Nyon fils, 1749, pp. 318-363.  Accessible en ligne.

## Source
- Gustave Vapereau, Dictionnaire universel des littératures, Paris, Hachette, 1876, p. 529-30.
- Anonyme, « Vie de Costar », dans Les Historiettes de Tallemant des Réaux, troisième édition entièrement sur le manuscrit original et disposée dans un nouvel ordre par MM. de Monmerqué et Paulin Paris, tome IX, Paris, J. Techener, 1860, pp. 2-135, accessible en ligne.
- Tallemant des Réaux, « Costar », dans Les Historiettes, même édition, tome V, p. 150-174, accessible en ligne.
- « Lettre à Mr Basnage sur les livres de Mrs. de Girac et Costar », dans Pierre Bayle, Œuvres diverses, IV, La Haye, 1737, p. 529-537, accessible en ligne.